# Csörsz Károly
Csörsz Károly (Esztár, 1892. július 1. – Baja, 1935. augusztus 29.) orvos, humángenetikus.

## Élete
Csörsz Albert és Tanka Zsófia fiaként született földművelő családban. Tanulmányait 1912 és 1918 között a Kolozsvári Tudományegyetemen végezte, ahol 1918-ban szerzett oklevelet. Orvostanhallgató korában csaknem teljesen elvesztette a látását. Megtanulta a Braille-írást, a tananyagot pedig felolvasás útján sajátította el. Később betegsége javult és csak egyik szemére maradt vak.
A debreceni Tisza István Tudományegyetem Ideg- és Elmeklinikáján volt tanársegéd, 1928-tól a bajai közkórház ideg- és elmeosztályának főorvosa lett. Ugyanakkor a debreceni egyetemen magántanári képesítést nyert.
Elindítója a korszerű humángenetikai vizsgálatoknak. Munkája során családfa-analíziseket végzett, 151 iker család-vizsgálatával az ikerhajlam örökletességét bizonyította. Elsők között állapította meg, hogy az ősök és az utódok élettartama közötti összefüggés az ember esetében is fennáll. Bebizonyította, hogy a genetikai elemzés is alapul szolgálhat a klinikailag azonosnak tűnő kórképek etiológiai differenciáldiagnózisában. A magyar populációgenetikai kutatások megindítója.

## Művei
- 1923 Zur Frage der extrapyramidalen Bewegungsstörung. Deutsche Zeitschrift für Nervenheilkunde 78, 15-74. (tsz. Benedek László)
- 1923 Heredofamiliarität bei Paralysis agitans. Deutsche Zeitschrift für Nervenheilkunde 79, 368-373. (tsz. Benedek L.)
- 1927 Habitus asthenicus. Gyógyászat 67, 510-513.
- 1927 Statisztikai, alkattani és örökléstani vizsgálatok az Alföldről. A Debreceni Tisza István Tudományos Társaság II. Osztályának Munkái II/3. Debrecen.
- 1928 Rezessiv geschlechtsgebundene Vererbung bei Ichthyosis. Monatsschrift Ungarischer Mediziner 2, 180-187.
- 1928 Az ichtyosis visszaütő nemhez kötött öröklődése. Budapest.
- 1929 Statistische, konstitutionelle und Vererbungs-Untersuchungen aus der ungarischen Tiefebene. Zeitschrift für die gesamte Anatomie 14.
- 1930 Dupuytren-féle zsugorodásban szenvedő család. Budapest.
- 1930 A külső fül hiányos fejlődésének családi előfordulásához. Tihany.
- 1930 A modern elmegondozás feladatai Keletmagyarországon. Debrecen.
- 1934 Néhány általános érdekű öröklődéskórtani kérdésről. Budapest.
- 1935 Taubstumme Familie.